# Piero Mannelli
Piero Mannelli (ur. 10 lipca lub 8 sierpnia 1896 w San Romano, zm. 4 grudnia 1972 w Rzymie) – włoski wojskowy (generał), inspektor włoskich jednostek Waffen-SS w służbie Niemiec podczas II wojny światowej.

## Życiorys
Uczestniczył w I wojnie światowej; walczył w oddziałach alpejskich przeciwko Austriakom jako porucznik. Po zakończeniu działań wojennych studiował chemię na Uniwersytecie w Rzymie. W październiku 1920 r. wstąpił do Narodowej Partii Faszystowskiej, zostając sekretarzem ugrupowania w San Romano. Wziął udział pod koniec października 1922 r. w tzw. marszu na Rzym, w wyniku którego Benito Mussolini zdobył władzę we Włoszech. W 1927 r. objął dowództwo VII Legionu Milizia Volontaria per la Sicurezza Nazionale (MVSN) we Florencji. W 1931 r. został dowódcą II Legionu Alpejskiego MVSN w Turynie. Uczestniczył w wojnie włosko-abisyńskiej w latach 1935–1936. Następnie uczestniczył w hiszpańskiej wojnie domowej. Początkowo dowodził włoską grupą batalionową, a następnie objął funkcję szefa sztabu centrum szkoleniowego w Valladolid. W maju 1939 r. powrócił do Włoch. Od poł. czerwca 1940 r. był oficerem sztabowym VI Korpusu Armijnego w Bolonii, zaś wkrótce objął dowództwo grupy legionowej MVSN we Florencji. W lutym 1941 r. odkomenderowano do okupowanej Albanii jako ponownie oficera sztabu VI Korpusu Armijnego. W czerwcu 1941 r. przeniesiono go do Bengazi, gdzie został dowódcą grupy legionowej MVSN. W październiku 1942 r. powrócił do Włoch, gdzie stanął na czele milicji uniwersyteckiej MVSN. Po ogłoszeniu rozejmu przez Włochy i utworzeniu Włoskiej Republiki Socjalnej (RSI) w poł. września 1943 r., objął dowództwo Gruppo Battaglioni da Sbarco MSNV w Tulonie w południowej Francji. W tym czasie został awansowany do stopnia generała majora. W styczniu 1944 r. powrócił do Włoch i wstąpił ochotniczo do Waffen-SS. 24 marca dostał rangę Waffen-Brigadeführera i Generalmajora der Waffen-SS. Początkowo pełnił funkcję inspektora propagandy i prasy przy Ochotniczym Legionie Włoskim. Następnie do 25 kwietnia 1945 r. pełnił funkcję inspektora generalnego włoskich oddziałów Waffen-SS (Inspekteur der SS freiwilligenwerbung in Italien). 29 kwietnia został schwytany pod pseudonimem „Capitano Adelmo” przez Brytyjczyków i umieszczony w więzieniu w Como. Został skazany na długoletnie więzienie.